# موكولدا
كانت موكولدا مدينة في الأناضول القديمة، وكانت مأهولة في العصر الروماني والبيزنطي. لم يرد اسمها في أيٍ من مؤلفات المؤلفين القدماء، ولكن تم استنتاجه من الأدلة الكتابية وغيرها.
يقع موقعها مبدئيًا بالقرب من مدينة موغلاسن في تركيا الآسيوية. 